# Mering
Mering è un comune tedesco che fa parte del circondario di Aichach-Friedberg, situato nel land della Baviera.

## Amministrazione

### Gemellaggi
- Belley, dal 1973